# خارگان
خارگان، روستایی در دهستان سیاخ بخش سیاخ دارنگون شهرستان شیراز در استان فارس ایران است.

## جمعیت
بر پایه سرشماری عمومی نفوس و مسکن در سال ۱۳۹۵، جمعیت این روستا برابر با ۲۴۶ نفر (۷۴ خانوار) بوده است.